# Mathieu Mortelmans

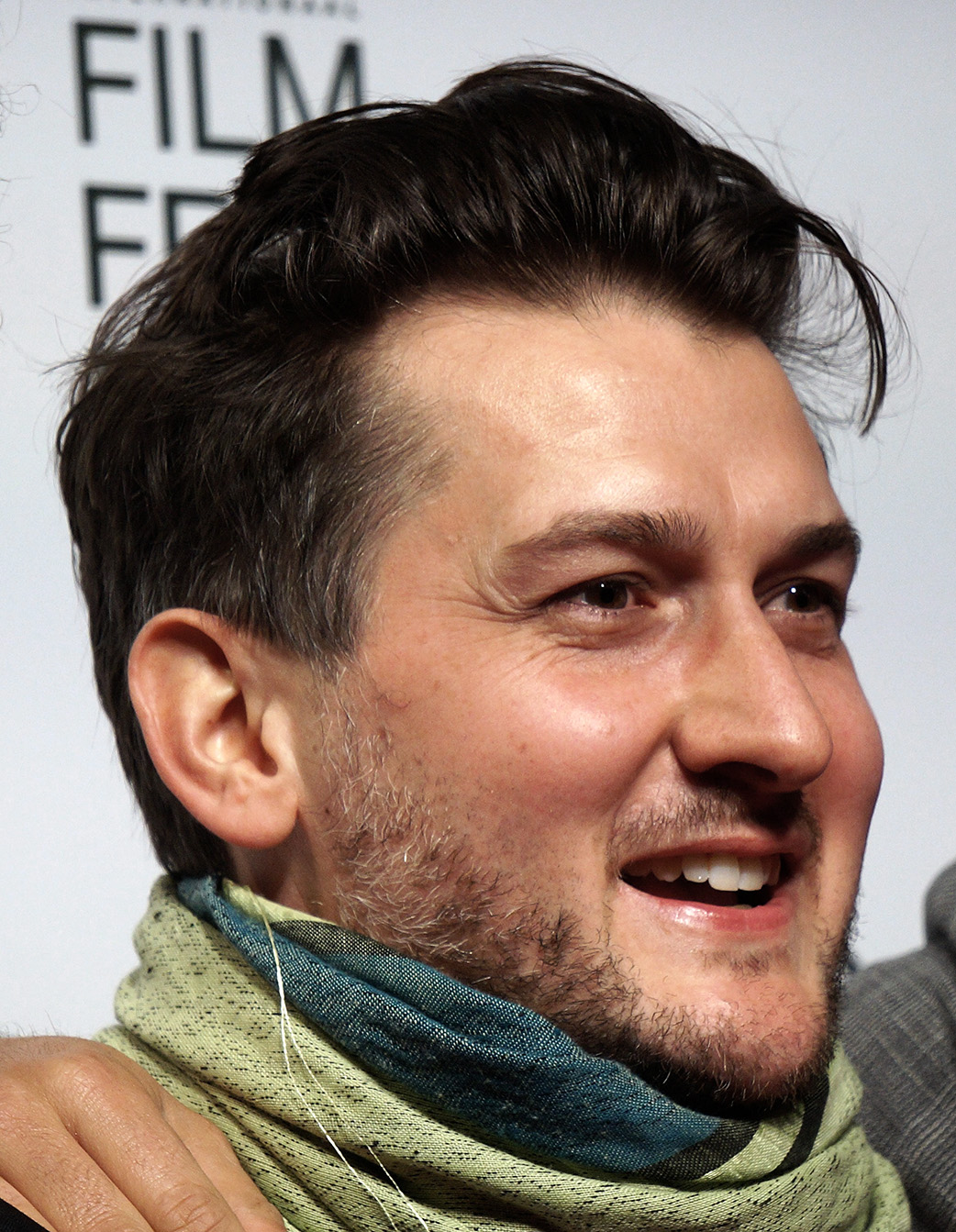
Mathieu Mortelmans

Mathieu Mortelmans (Antwerpen, 1985) is een Belgische tweetalige regisseur en scenarist bekend van verschillende televisieseries, zoals De Kroongetuigen, Vermist, De Bunker, Unité 42, Gent-West en Grond. Hij draaide ook drie kortfilms en in 2019 kwam zijn eerste langspeelfilm, Bastaard, in de bioscoop.

## Biografie
Mathieu Mortelmans groeide op in een tweetalig gezin. Na zijn jeugd in Antwerpen verhuisde hij naar Brussel en volgde hij een filmopleiding aan het Institut des Arts de Diffusion (IAD), een Franstalige filmhogeschool. Hij werkt zowel in het Frans als in het Nederlands.
Zijn drie korte films Chambre Double (2013), Complices (2016) en Les Naufragés (2018) werden voor internationale filmfestivals geselecteerd en wonnen prijzen in Europa en in de Verenigde Staten.
In 2018 werkte hij zijn eerste langspeelfilm Bastaard af met Spencer Bogaert, Tine Reymer en Koen De Bouw in de hoofdrollen. Bastaard ging in september 2019 in première als slotfilm van het Film Festival Oostende en verscheen daarna in de bioscoop in België en op Netflix.
In 2018 werd bekend dat hij het boek Hoe ik de beste vriend van een seriemoordenaar werd van Tom de Smet ging verfilmen. 
Sinds 2021 werkt Mortelmans aan een project rond de DSU van de Federale Politie ten tijde van de aanslagen van Parijs en Brussel. Deze zesdelige reeks is de adaptatie van het boek Terroristenjager geschreven door Lionel D. en Annemie Bulté. 
In 2021 regisseerde Mortelmans ook zes van de acht afleveringen van Grond een internationale reeks die hij samen met Adil El Arbi en Bilall Fallah voor Play4 en Netflix opstartte. De reeks werd bekroond met verschillende Ensors.
In 2024 kwam zijn sciencefiction reeks Alter Ego uit op Streamz en Play4. 

## Filmografie
- Bastaard (2019)
- Les Naufragés (2018) korte film
- Complices (2016) korte film
- Chambre Double (2013) korte film

## Tv-reeksen
- Alter Ego (2023)
- Grond (2021)
- Unité 42 (2019)
- Gent-West (2018)
- De Bunker (2017)
- Vermist (2016)
- De Kroongetuigen (2013-2015)